# Bad Girls
Bad Girls er en amerikansk westernfilm fra 1994 med Madeleine Stowe, Mary Stuart Masterson, Andie MacDowell og Drew Barrymore. Den blev instrueret af Jonathan Kaplan fra et manuskript af Ken Friedman og Yolande Turner.

## Handling
Da den prostituerede Cody redder sin gode ven Anita fra en beruset kunde ved at dræbe ham, bliver hun dømt til hængning. Heldigvis kommer Anita og deres to gode veninder, Eileen og Lily, hende til undsætning og de flygter til Texas, forfulgt af Pinkerton detektiverne Graves og O'Brady. Da Cody hæver alle sine penge i en bank i Texas, tror de at de kan starte et helt nyt liv i Oregon. Men Codys gamle kæreste, Kid Jarrett tager alle hendes penge, da han selv og hans bande begår tyveri mod banken.  

## Medvirkende
- Madeleine Stowe – Cody Zamora
- Mary Stuart Masterson – Anita Crown
- Andie MacDowell – Eileen Spenser
- Drew Barrymore – Lily Laronette
- James Russo – Kid Jarrett
- James LeGros – William Tucker
- Robert Loggia – Frank Jarrett
- Dermot Mulroney – Josh McCoy
- Jim Beaver – Pinkerton detektiv Graves
- Nick Chinlund – Pinkerton detektiv O'Brady